# Calicorema
Calicorema är ett släkte av amarantväxter. Calicorema ingår i familjen amarantväxter.
Kladogram enligt Catalogue of Life:
| Calicorema | \| \| Calicorema capitata \| \| \| \| \| \| Calicorema squarrosa \| \| \| \| |
|            | \| \| Calicorema capitata \| \| \| \| \| \| Calicorema squarrosa \| \| \| \| |
|            | Calicorema capitata                                                          |
|            |                                                                              |
|            | Calicorema squarrosa                                                         |
|            |                                                                              |